# Sergi Domínguez
Sergi Domínguez Viloria (Barcelona, 1 de abril de 2005) es un futbolista español que juega de defensa en el G. N. K. Dinamo Zagreb de la Primera Liga de Croacia.

## Trayectoria
Nacido en Barcelona, Cataluña, fichó por La Masía procedente del Sant Gabriel. Tras una impresionante temporada con el Juvenil A a las órdenes de Óscar López y Javier Saviola, fue convocado para entrenar con el primer equipo del Barcelona con el entrenador Xavi. Tras recuperarse de una lesión durante la temporada 2022-23, debutó con el F. C. Barcelona Atlètic el 12 de febrero de 2023 en un empate a uno con la S. D. Amorebieta.
El 7 de enero de 2025 participó en Copa del Rey con el primer equipo, jugando 28 minutos del partido contra el U. D. Barbastro. Gracias a esta convocatoria se le incluye entre los jugadores campeones de la Copa del Rey tras el triunfo contra el Real Madrid en la final del torneo.
El 30 de junio de 2025, tras ocho años en el F. C. Barcelona y después de haber jugado seis encuentros con el primer equipo, fue traspasado al G. N. K. Dinamo Zagreb.

## Estadísticas

### Clubes
Actualizado al último partido disputado el 24 de mayo de 2025.
| Club                             | Div.          | Temporada     | Liga  | Liga  | Copas nacionales | Copas nacionales | Copas internacionales | Copas internacionales | Total | Total |
| Club                             | Div.          | Temporada     | Part. | Goles | Part.            | Goles            | Part.                 | Goles                 | Part. | Goles |
| -------------------------------- | ------------- | ------------- | ----- | ----- | ---------------- | ---------------- | --------------------- | --------------------- | ----- | ----- |
| F. C. Barcelona Atlètic · España | 1.ª F         | 2022-23       | 2     | 0     | ―                | ―                | ―                     | ―                     | 2     | 0     |
| F. C. Barcelona Atlètic · España | 1.ª F         | 2023-24       | 20    | 0     | ―                | ―                | ―                     | ―                     | 20    | 0     |
| F. C. Barcelona Atlètic · España | 1.ª F         | 2024-25       | 19    | 1     | ―                | ―                | ―                     | ―                     | 19    | 1     |
| F. C. Barcelona Atlètic · España | Total club    | Total club    | 41    | 1     | 0                | 0                | 0                     | 0                     | 41    | 1     |
| F. C. Barcelona · España         | 1.ª           | 2024-25       | 3     | 0     | 1                | 0                | 2                     | 0                     | 6     | 0     |
| F. C. Barcelona · España         | Total club    | Total club    | 3     | 0     | 1                | 0                | 2                     | 0                     | 6     | 0     |
| G. N. K. Dinamo Zagreb · Croacia | 1.ª           | 2025-26       | 0     | 0     | 0                | 0                | 0                     | 0                     | 0     | 0     |
| G. N. K. Dinamo Zagreb · Croacia | Total club    | Total club    | 0     | 0     | 0                | 0                | 0                     | 0                     | 0     | 0     |
| Total carrera                    | Total carrera | Total carrera | 44    | 1     | 1                | 0                | 2                     | 0                     | 47    | 1     |

## Palmarés

### Títulos nacionales
| Título                     | Club            | País   | Año  |
| -------------------------- | --------------- | ------ | ---- |
| Supercopa de España        | F. C. Barcelona | España | 2025 |
| Copa del Rey               | F. C. Barcelona | España | 2025 |
| Primera División de España | F. C. Barcelona | España | 2025 |